# سیارک ۱۸۴۳
سیارک ۱۸۴۳ (به انگلیسی: 1843 Jarmila، نامگذاری:1972AB) هزار و هشتصد و چهل و سومین سیارک کشف شده‌است که در ۱۴ ژانویه ۱۹۷۲ کشف شد.
قدر مطلق سیارک برابر ۱۱٫۶۰ است.